# Alwin Brück

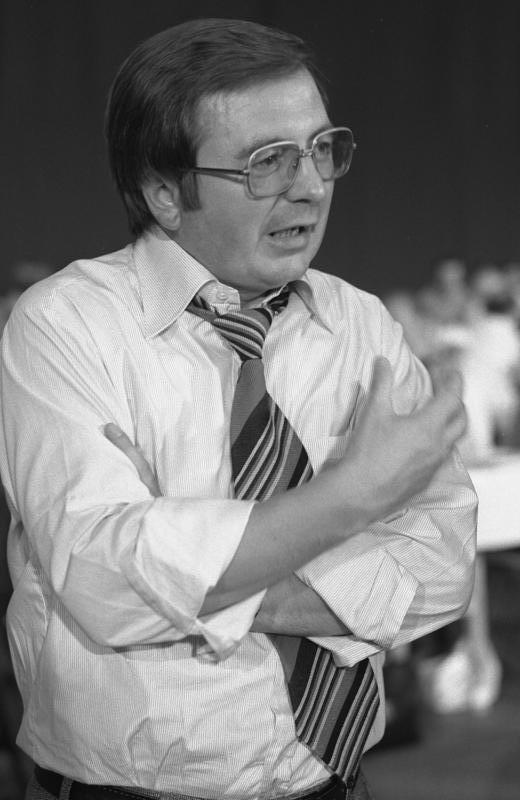
Alwin Brück (1976)

Alwin Brück (* 23. September 1931 in Holz (Heusweiler); † 14. Februar 2020) war ein deutscher Politiker (SPD). Er war von 1974 bis 1982 Parlamentarischer Staatssekretär im Bundesministerium für wirtschaftliche Zusammenarbeit und Entwicklung.

## Leben
Nach der Mittleren Reife absolvierte Brück von 1949 bis 1951 ein Volontariat bei der Saar-Volksstimme, für die er bis 1953 auch als Redakteur arbeitete. 1955 trat er in die Redaktion der Saarbrücker Allgemeinen Zeitung ein. 1960 wurde er hier Chef vom Dienst und 1963 stellvertretender Chefredakteur. Alwin Brück war verheiratet und hatte zwei Kinder. Er starb im Februar 2020 im Alter von 88 Jahren.

## Politische Tätigkeiten
Brück engagierte sich ab 1947 bei der Sozialistischen Jugend Deutschlands – Die Falken, deren Landesvorsitzender im Saarland er auch von 1956 bis 1967 war. 1952 war er an der Gründung der pro-deutschen Deutschen Sozialdemokratischen Partei (DSP) beteiligt, die bis 1955 keine Zulassung im Saarland erhielt. Ab 1960 war er Mitglied im SPD-Landesvorstand des Saarlandes. Von 1960 bis 1973 gehörte Brück dem Gemeinderat seines Heimatortes Holz an. Von 1965 bis 1990 war er Mitglied des Deutschen Bundestages. Hier war er von 1969 bis 1974 Vorsitzender des Ausschusses für wirtschaftliche Zusammenarbeit. Im Mai 1974 wurde er als Parlamentarischer Staatssekretär beim Bundesminister für wirtschaftliche Zusammenarbeit in die von Bundeskanzler Helmut Schmidt geführte Bundesregierung berufen. Nach der Wahl von Helmut Kohl zum Bundeskanzler schied Brück am 1. Oktober 1982 aus der Bundesregierung aus. Alwin Brück war zuletzt (11. Wahlperiode 1987) mit 46,4 % der Stimmen direkt gewählter Abgeordneter des Wahlkreises Saarbrücken II.

## Ehrungen
Am 19. Januar 1976 wurde Brück mit dem Saarländischen Verdienstorden ausgezeichnet. Seit 1981 war er Ehrensenator der Universität des Saarlandes.